# Арле (Јура)
Арле (фр. Arlay) насеље је и општина у источној Француској у региону Франш-Конте, у департману Јура која припада префектури Лон ле Соније.
По подацима из 2011. године у општини је живело 737 становника, а густина насељености је износила 52,23 становника/km². Општина се простире на површини од 14,11 km². Налази се на средњој надморској висини од 221 метар (максималној 325 m, а минималној 212 m).

## Демографија
| 1962. | 1968. | 1975. | 1982. | 1990. | 1999. | 2011. |
| ----- | ----- | ----- | ----- | ----- | ----- | ----- |
| 555   | 621   | 610   | 611   | 664   | 723   | 737   |

График промене броја становника у току последњих година